# 周璹
周璹（1417年—？），字式廉，江西吉安府吉水縣人，民籍。明朝政治人物。進士出身。

## 生平
江西鄉試第三十二名。正統十年（1445年）乙丑科會試第一百十八名，殿試登進士第三甲第五十三名。

## 家族
曾祖周士章。祖父周仁本。父亲周楮敬。